# Гордеева, Светлана Денисовна
Светлана Денисовна Гордеева (2 января 1968, Комсомольское, Чувашская АССР, СССР) —  чувашский поэт, прозаик, журналист, художник. 
Заслуженный работник культуры Чувашской Республики (2021), член Союза журналистов России (2000), член Союза писателей России (2010)

## Биография
Родилась в с. Комсомольское (Комсомольски) Комсомольского района Чувашской АССР в семье народного поэта Чувашской Республики Дениса Викторовича Гордеева, по национальности чувашка.
С. Гордеева окончила художественное училище в г. Гомель (Белоруссия), Чувашский государственный педагогический университет им. И.Я. Яковлева. Работала художником-оформителем, корреспондентом и заведующим отделом республиканских газет "Чӑваш Ен", "Молодежный курьер", выпускающим редактором Республиканского информационного агентства "Проспект", помощником депутата Государственной Думы Федерального Собрания Российской Федерации по Чувашской Республике, сотрудником Региональной общественной приемной председателя партии "Единая Россия" в Чувашской Республике, начальником отдела по связям с общественностью Министерства экономического развития Чувашской Республики, пресс-секретарем Минстроя Чувашии. С июля 2021 г. – сотрудник Национальной библиотеки Чувашской Республики.
Была знакома с народным поэтом Чувашии Геннадием Николаевичем Айги. "Мне однажды [Айги] сказал: “Я знаю, кто ты. Ты — девочка, которая разговаривает с деревьями”. Это было тогда открытием для меня. Несколько лет спустя написала цикл небольших рассказов “Имена деревьев”.
Поэзию Айги предстоит осмысливать многим поколениям, в ней много ассоциативного. У меня его стихи вызывают яркие ассоциации, которые создают настроение. Это все на уровне чувств, а не знаний, все от сердца".

## Творчество
Стихи и прозаические произведения публиковались в коллективных сборниках и литературных журналах республики и России. "...Первые мои стихи были напечатаны в газете "Молодежный курьер", где я тоже работала сначала журналистом, потом руководителем отдела новостей. А серьезная подборка стихов вышла в 2004 году, в журнале "Литературная Чувашия", за что я благодарна Валерию Владимировичу Тургаю, который тогда был Председателем Союза профессиональных писателей Чувашии, под эгидой которого выходил журнал..." В 2004 г. малым тиражом вышла книжка стихов "Запах полыни". Её издал и оформил чувашский художник Игорь Улангин. С его оформлением вышли ещё две книжки "Простые вещи" (2006 г.) и "Деревенские зарисовки" (2009 г.). В 2008 г. в Чувашском книжном издательстве вышел сборник стихов для детей "Верить в чудеса", в издательстве "Новое время" в 2010 г. небольшим тиражом вышел сборник стихов "Здравствуй, Жизни река" на русском и чувашском (в переводе Валерия Кошкина) языках.
Автор 20 сборников стихов и иллюстраций к книгам для детей. Участник художественных выставок с 2014 г. Автор персональных выставок живописи и графики.

## Изданные произведения
Аван-и, пурнӑҫ юхан шывӗ. - Шупашкар : Ҫӗнӗ Вӑхӑт, 2010. - 140 с.
Верить в чудеса . - Чебоксары : Чувашское книжное издательство, 2008. - 29, [2] с.
Веселая карусель. - Чебоксары : Чувашское книжное издательство, 2012. - 21, [2] с.
Деревенские зарисовки. - Чебоксары : ARTPRINT, 2009. - 19 с.
До пункта Б из пункта А. - Чебоксары : Free poetry, 2019. - 23, [1] с.
Драгоценности дня. - Шупашкар : Free Poetry, 2016. - 23, [1] с.
Запах полыни. - Шупашкар : Free poetry, 2004. - [26] с.
Корзина с грибами. - Чебоксары : Чувашское книжное издательство, 2014. - 29, [2] с.
Не ловите бабочек. - [Чебоксары] : Free poetry, 2017. - 27 с.
Простые вещи. - Шупашкар : Free poetry, 2007. - 26 с.
Элик и его друзья. - Чебоксары , 2015. - [16] с.

## Награды
Заслуженный работник культуры Чувашской Республики (2021)
Почетная грамота Государственного Совета Чувашской Республики (2023)